# Krasnopoljanskoje (Kaliningrad)
Krasnopoljanskoje (russisch Краснополянское, deutsch Groß Gaudischkehmen, 1938–1945 Großgauden, litauisch Dudysis Gaudiškiemis) ist ein Ort in der russischen Oblast Kaliningrad. Er gehört zur kommunalen Selbstverwaltungseinheit Stadtkreis Tschernjachowsk im Rajon Tschernjachowsk.

## Geographische Lage
Krasnopoljanskoje liegt elf Kilometer östlich der Rajonshauptstadt Tschernjachowsk (Insterburg) und 15 Kilometer westlich der früheren Kreisstadt Gussew (Gumbinnen) an der russischen Fernstraße A 229, der ehemaligen deutschen Reichsstraße 1 und heutigen Europastraße 28. Die nächste Bahnstation ist Wessjolowka (Judtschen, 1938–1946 Kanthausen) an der Bahnstrecke Kaliningrad–Nesterow (Königsberg–Stallupönen/Ebenrode) – einem Teilstück der einstigen Preußischen Ostbahn – zur Weiterfahrt nach Litauen und in das russische Kernland.

## Geschichte
Das Gründungsdatum des einst Gauseniskin genannten Dorfes liegt im Jahre 1404. Zwischen 1874 und 1945 war Groß Gaudischkehmen in den Amtsbezirk Ischdaggen (ab 1938: Branden) eingegliedert und gehörte zum Kreis Gumbinnen im Regierungsbezirk Gumbinnen der preußischen Provinz Ostpreußen.
Im Jahre 1910 waren in Groß Gaudischkehmen 369 Einwohner registriert. Ihre Zahl betrug im Jahre 1933 noch 359 und belief sich 1939 auf 338. Am 3. Juni 1938 – mit amtlicher Bestätigung vom 16. Juli 1938 – wurde Groß Gaudischkehmen in „Großgauden“ umbenannt.
Im Jahre 1945 – nachdem bei Kampfhandlungen nahezu 50 % des Dorfes abgebrannt war – kam der Ort in Kriegsfolge mit dem nördlichen Ostpreußen zur Sowjetunion und erhielt 1947 die russische Bezeichnung Krasnopoljanskoje. Gleichzeitig wurde der Ort Sitz eines Dorfsowjets im Rajon Tschernjachowsk. Von 2008 bis 2015 gehörte Krasnopoljanskoje zur Landgemeinde Swobodnenskoje selskoje posselenije und seither zum Stadtkreis Tschernjachowsk. 

### Krasnopoljanski selski Sowet 1947–2008
Der Dorfsowjet Krasnopoljanski selski Sowet (ru. Краснополянский сельский Совет) wurde im Juni 1947 eingerichtet. Nach dem Zerfall der Sowjetunion bestand die Verwaltungseinheit als Dorfbezirk Krasnopoljanski selski okrug (ru. Краснополянский сельский округ). Im Jahr 2008 wurden die verbliebenen Orte des Dorfbezirks auf die Landgemeinde Swobodnenskoje selskoje posselenije und die städtische Gemeinde Tschernjachowskoje gorodskoje posselenije aufgeteilt.
| Ortsname                            | Name bis 1947/50                                         | Bemerkungen |
| ----------------------------------- | -------------------------------------------------------- | --- |
| Aistowo (Аистово)                   | Lenkeitschen, 1938–1945: „Angerbrück“                    | Der Ort wurde 1950 umbenannt und vor 1975 verlassen.                                                                                           |
| Botanitscheskoje (Ботаническое)     | Abschruten, 1938–1945: „Lindenwalde“                     | Der Ort wurde 1947 umbenannt und vermutlich um 2000 an die Stadt Tschernjachowsk angeschlossen.                                                |
| Cholmy (Холмы)                      | Schilleningken, 1938–1945: „Kaimelskrug“                 | Der Ort wurde 1950 umbenannt und vermutlich vor 1988 an den Ort Sarja angeschlossen.                                                           |
| Dolinino (Долинино)                 | zu Groß Gaudischkehmen, 1938–1945: „Großgauden“          | Der Ort wurde 1947 umbenannt. |
| Gussewka (Гусевка)                  | Neu Stobingen                                            | Der Ort wurde 1947 (als Groß Stobingen) umbenannt und vor 1988 verlassen.                                                                      |
| Kaschtanowka (Каштановка)           | Groß Stobingen                                           | Der Ort wurde 1947 umbenannt und vor 1975 verlassen.                                                                                           |
| Krasnopoljanskoje (Краснополянское) | Groß Gaudischkehmen, 1938–1945: „Großgauden“             | Verwaltungssitz |
| Lenskoje (Ленское)                  | Pakalehnen, 1938–1945: „Schweizersdorf“                  | Der Ort wurde 1950 umbenannt und offenbar fälschlicherweise zunächst in den Dorfsowjet Gremjatschski eingeordnet. Er wurde vor 1988 verlassen. |
| Lesnoje (Лесное)                    | Dwarischken, seit 1928:Eichenberg                        | Der Ort wurde 1947 umbenannt. |
| Makowo (Маково)                     | Siemonischken, 1938–1945: „Siegmanten“                   | Der Ort wurde 1947 umbenannt und vor 1988 verlassen.                                                                                           |
| Medweschje (Медвежье)               | Grünheide                                                | Der Ort wurde 1947 umbenannt und vor 1975 verlassen.                                                                                           |
| Mitschurino (Мичурино)              | Pieragienen, seit 1928: Angerlinde                       | Der Ort wurde 1947 umbenannt und vermutlich um 2005 an die Stadt Tschernjachowsk angeschlossen.                                                |
| Nachimowo (Нахимово)                | Irrmuntinnen, seit 1928: zu Louisenthal, und Louisenthal | Der Ort wurde 1950 umbenannt und vor 1988 verlassen.                                                                                           |
| Olschanskoje (Ольшанское)           | Klein Wischtecken, 1938–1945: „Ullrichshof“              | Der Ort wurde 1950 umbenannt und vor 1975 verlassen.                                                                                           |
| Petrosawodskoje (Петрозаводское)    | Eichwald [Oberförsterei]                                 | Der Ort wurde 1950 umbenannt. |
| Saliwnoje (Заливное)                | Kraupischkehmen, 1938–1945: „Erdmannsruh“                | Der Ort wurde 1947 umbenannt und vor 1988 verlassen.                                                                                           |
| Saretschje (Заречье)                | Uszupönen/Uschupönen, 1938–1945: „Moorhof“               | Der Ort wurde 1947 umbenannt. |
| Sarja (Заря)                        | Groß Wersmeningken, 1938–1945: „Großstangenwald“         | Der Ort wurde 1947 umbenannt. |
| Sarubino (Зарубино)                 | Klein Gaudischkehmen, 1938–1945: „Kleingauden“           | Der Ort wurde 1947 umbenannt. |
| Schosseinoje (Шоссейное)            | Szameitkehmen/Schameitkehmen, 1938–1945: „Walkenau“      | Der Ort wurde 1947 umbenannt. |
| Seljony Bor (Зелёный Бор)           | Karalene, 1938–1945: „Luisenberg“                        | Der Ort wurde 1947 umbenannt. |
| Solowjowo (Соловьёво)               | Jessen                                                   | Der Ort wurde 1947 umbenannt und 1997 aus dem Ortsregister gestrichen.                                                                         |
| Stepnoje (Степное)                  | Purwienen, 1938–1945: „Altweiler (Ostpr.)“               | Der Ort wurde 1947 umbenannt. |
| Timofejewka (Тимофеевка)            | Tammowischken, 1938–1945: „Tammau“                       | Der Ort wurde 1947 umbenannt. |
| Wessjolowka (Весёловка)             | Judtschen, 1938–1945: „Kanthausen“                       | Der Ort wurde 1947 umbenannt. |

Der im Jahr 1950 umbenannte Ort Schuwalowo (Groß Wischtecken/Ullrichsdorf), der zunächst ebenfalls in den Krasnopoljanski selski Sowet eingeordnet worden war, kam dann (vor 1975) aber zum Sadowski selski Sowet im Rajon Osjorsk.

## Kirche
Groß Gaudischkehmen resp. Großgauden war bis 1945 ein Dorf mit fast ausnahmslos evangelischer Bevölkerung und somit in das Kirchspiel der Kirche Ischdaggen (1938–1946: Branden) eingepfarrt. Diese war dem Kirchenkreis Gumbinnen (heute russisch: Gussew) in der Kirchenprovinz Ostpreußen der Kirche der Altpreußischen Union zugeordnet. Heute liegt Krasnopoljanskoje im Einzugsbereich der neu entstandenen evangelisch-lutherischen Gemeinde der Salzburger Kirche in Gussew (Gumbinnen) mit Pfarrsitz für die Kirchenregion Gussew in der Propstei Kaliningrad der Evangelisch-lutherischen Kirche Europäische Russland.